# Інфантильність
Інфанти́льність, або інфантилі́зм (від лат. infantilis — дитячий)  — відсталість у розвитку. Характеризується збереженням у людини фізичних або психічних рис дитячого віку.
Потенційно основна причина інфантильності багатьох дорослих — небажання брати на себе відповідальність.

## Фізіологічний інфантилізм
У медицині поняттям «інфантилізм» позначають відставання у фізичному розвитку, що проявляється в деяких людей як наслідок охолодження, отруєння або інфікування плоду в період вагітності, кисневого голодування під час пологів, важких захворювань в перші місяці життя, порушення обміну речовин, порушень у діяльності деяких залоз внутрішньої секреції (статевих залоз, щитоподібної залози, гіпофіза) та інших чинників. У таких людей сповільнюються ріст і розвиток всіх фізіологічних систем організму.

## Психологічний інфантилізм
Психічний інфантилізм — незрілість людини, що виражається в затримці становлення особистості, за якої поведінка людини не відповідає віковим вимогам до неї. Переважно відставання виявляється в розвитку емоційно-вольової сфери та збереження дитячих якостей особистості.
У ранньому віці ознаки інфантилізму, зниження рівня поведінкових мотивацій ніяк не виявляються. Тому про психологічний інфантилізм зазвичай говорять лише починаючи зі шкільного та підліткового віку, коли відповідні особливості починають виступати більш чітко.
Одним з найважливіших чинників розвитку психічного інфантилізму є батьки людини, які недостатньо серйозно ставляться до людини в дитинстві, не дозволяючи приймати самостійні рішення — тим самим обмежуючи підлітка (але не дитину) у свободі. Тобто в інфантилізмі людини, що народилася нормальною, можуть бути винні самі батьки.
Типовими для інфантильних дітей є переважання ігрових інтересів над навчальними, неприйняття шкільних ситуацій та пов'язаних з ними дисциплінарних вимог. Це призводить до шкільної дезадаптації, а надалі — і до соціальних проблем. Також впливає на психічний стан.
Однак інфантильні діти сильно відрізняються від розумово відсталих або аутичних. Вони відрізняються вищим рівнем абстрактно-логічного мислення, здатні переносити засвоєні поняття на нові конкретні завдання, більш продуктивні. Динаміка інтелектуальної недостатності, що виникає, при інфантилізмі характеризується сприятливістю з тенденцією до згладжування порушень пізнавальної діяльності.
Простий інфантилізм слід відрізняти від дисгармонійного, який може призводити до психопатії.

## Правовий інфантилізм
Правовий інфантилізм — низький рівень правової свідомості, почуття відповідальності щодо поведінки в рамках права, несформованість, недостатність правових знань та настанов, але високого рівня бажання отримати результат (без усвідомленості наслідків, з імовірною усвідомленістю негативної поведінки).